# Gymnoscelis subpumilata
Spiralisigna subpumilata là một loài bướm đêm trong họ Geometridae.